# 凱達貝克區
凱達貝克區是阿塞拜疆的一個區，位於該國西北部，西界亞美尼亞，並與塔烏茲區包圍著亞的一處外飛地巴什肯德（現為阿方佔領）。面積1,229平方公里，2008年人口90,963人。首府凱達貝克。
1930年建區。